# Sungaya dumagat

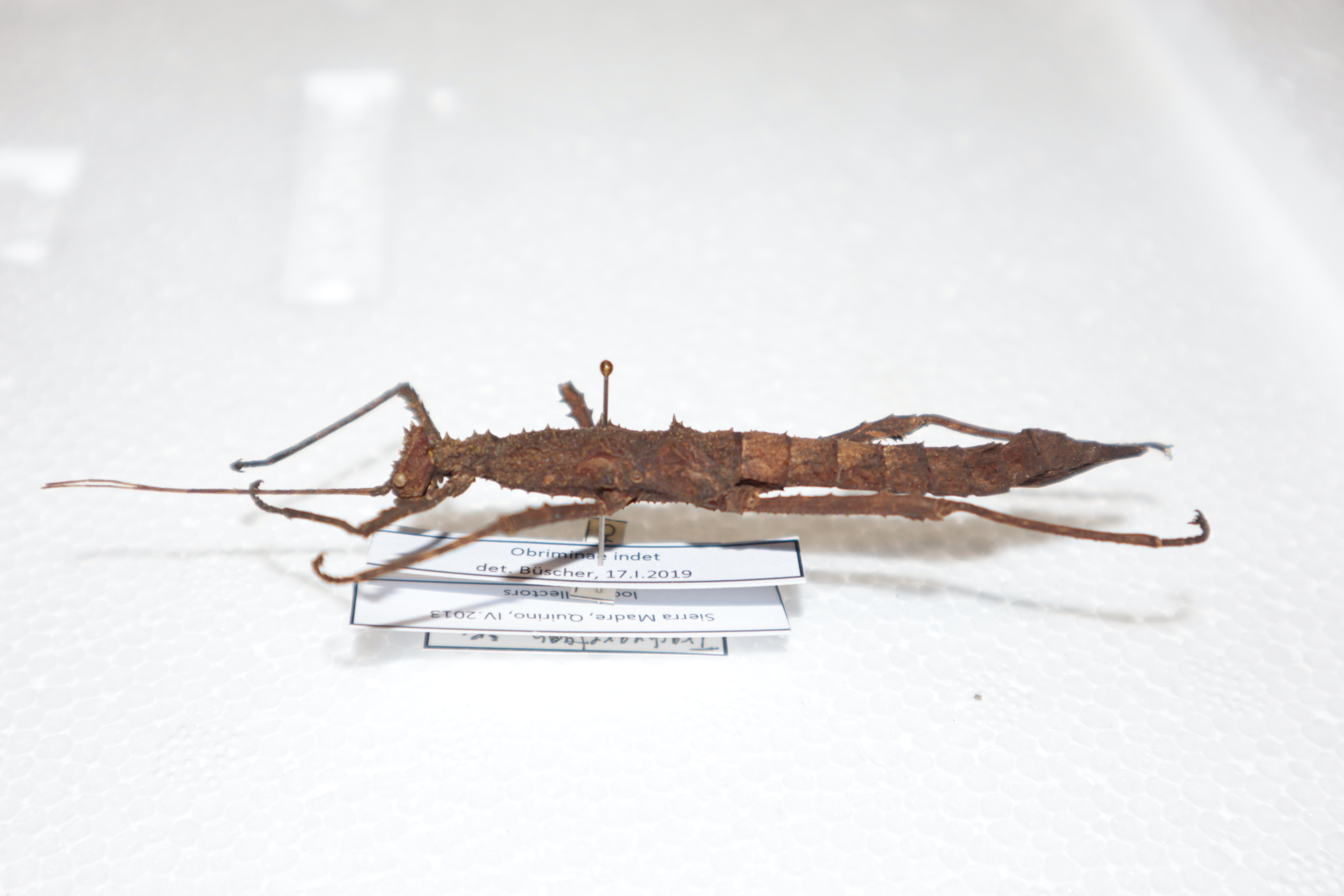
Präpariertes Weibchen aus der Sammlung von Thies Büscher

Sungaya dumagat ist eine auf der philippinischen Insel Luzon beheimatete Gespenstschrecken-Art aus der Familie der Heteropterygidae. Sie ist die stachligste Art der Gattung Sungaya und bisher nur von Weibchen bekannt.

## Merkmale
Von Sungaya dumagat sind bisher lediglich Weibchen bekannt. Diese ähneln im Habitus anderen Vertreter der Gattung Sungaya und sind mit einer Länge um 70 mm relativ klein. Die Stacheln auf dem Meso- und Metanotum sind deutlich ausgeprägter als bei allen anderen Arten der Gattung. Die gesamte Körperoberfläche ist körnig bis spärlich höckerig. Der für Arten der Obriminae typische schnabelförmige sekundäre Legestachel am Ende des Abdomens, der den eigentlichen Ovipositor umgibt, wird ventral aus dem achten Sternit, auch Subgenitalplatte genannt, gebildet. Das direkt davor gelegene siebte Sternit wird auch Analsegment genannt. Bei Sungaya dumagat ist sein Hinterrand mit einer flacher, konkaver Ausbuchtung versehen.

## Verbreitung
Der Holotypus der Art ist im Norden Luzons in der Provinz Nueva Vizcaya in der Gemeinde Aritao gesammelt worden. Ein weiteres Tier aus der Sammlung von Thies H. Büscher wurde im April 2013 von lokalen Sammlern in der östlichen Nachbarprovinz Quirino im Sierra Madre-Gebirge gefunden. Thierry Heitzmann fand im April 2024 ebenfalls in der Provinz Nueva Vizcaya zwei weitere, adulte Weibchen, die er dieser Art zuordnet. Er konnte die aus dem höher gelegenen Imugan stammenden Tiere zwar im wärmeren Manila länger als ein halbes Jahr halten, sie legten in diesem Zeitraum allerdings keine Eier.

## Systematik
Frank H. Hennemann beschrieb Sungaya dumagat 2023 als eine von drei neuen Sungaya-Arten. Sie wurde lediglich an einem Weibchen beschriebenen. Der gewählte Artzusatz „dumagat“ ist den Dumagat gewidmet, einer Untergruppe des indigenen Volkes der Aeta die in der Gemeinde Aritao lebt, dem Typusfundort dieser Art. Aus dem Tagalog übersetzt bedeutet der Name „Menschen vom Meer“, da diese Menschen früher in den Küstengebieten der Provinzen Aurora und Quezon lebten. Das ursprünglich aus Hennemanns Sammlung stammende Tier wurde als Holotypus im Museum für Naturwissenschaften in Brüssel hinterlegt. Es wurde von Ismael O. Lumawig im Juli 1996 in Balite in der Gemeinde Aritao in ca. 1100 m Höhe gesammelt.